# Внешняя политика Белиза
Внешняя политика Белиза — общий курс Белиза в международных делах. Внешняя политика регулирует отношения Белиза с другими государствами. Реализацией этой политики занимается министерство иностранных дел Белиза.

## История
В 1964 году в Британском Гондурасе было введено самоуправление. 1 июня 1973 года название государства было изменено на Белиз. 21 сентября 1981 года была провозглашена независимость от Великобритании и принята конституция. Белиз был принят в качестве члена Организации Объединённых Наций, Движения неприсоединения и Содружества наций. Белиз имеет 14 посольств в других государствах, одно консульство и три миссии в международных организациях

## Участие в региональных организациях
Белиз входит в следующие региональные организации: Ассоциация карибских государств, Организация американских государств, Система центральноамериканской интеграции, Организация Восточно-карибских государств, Зона свободной торговли Северной и Южной Америки, Саммит Америк, Карибское сообщество (КАРИКОМ).

## Участие в международных организациях
Белиз сотрудничает со следующими международными организациями: Всемирная торговая организация (ВТО), Международный суд ООН, Страны Африки, Карибского бассейна и Тихого океана, Европейский союз, Малые островные развивающиеся государства, Содружество наций, Организация Объединённых Наций.